# Aniva
Aniva (ryska Ани́ва) är en kuststad på södra Sachalin i Sachalin oblast i Ryssland. Den ligger 37 kilometer söder om Juzjno-Sachalinsk. Folkmängden uppgår till cirka 9 000 invånare.

## Historia
Orten grundades 1886 och hette då Ljutoga (ryska Лютога). 1905 övergick de södra delarna av Sachalin, och därmed också Ljutoga, i japansk regim. Staden döptes om till Rūtaka (japanska 留多加). Den återgick i rysk ägo efter det andra världskriget. 1946 fick orten stadsrättigheter och namnet Aniva.